# Lobsang Chöpel
Lobsang Chöpel  was een 17e-eeuws Tibetaans geestelijke.
Hij was de zevenenveertigste Ganden tripa van 1699 tot 1701 en daarmee de hoofdabt van het klooster Ganden en hoogste geestelijke van de gelugtraditie in het Tibetaans boeddhisme.
Hij werd tussen 1630 en 1640 geboren in Zhol nabij het Dab Yangtung klooster in de regio Kham. Op jonge leeftijd ging hij naar dat klooster, waar hij de voor het leven als monnik benodigde basisopleiding ontving. Daarna vertrok hij naar Lhasa waar hij zich inschreef bij de kloosterschool van Ganden, waar hij logica studeerde. Vervolgens ging hij naar de Sera-kloosterschool, daar volgde hij het geshe-curriculum.
Aan het Gyuto-college volgde hij tantra-studies, leermeesters waren onder andere Gyuchen Gendun Drakpa en Lobsang Gelek. Hij doorliep succesvol alle vier onderdelen volgens de geluk-traditie. Lobsang Chöpel werd daarna aangesteld als zangmeester van Gyuto, in 1691 werd hij er abt.   
Later werd hij nog abt van het Tolingklooster in Ngari. In 1699 werd hij benoemd tot 47e Ganden tripa, wat hij gedurende drie jaar bleef. Hij overleed waarschijnlijk in het begin van de 18e eeuw. Gezegd werd dat hij de leeftijd van 57 jaar bereikte. Ter nagedachtenis werd in het Gandenklooster een stoepa gemaakt.